# Divinity School (Oxford)

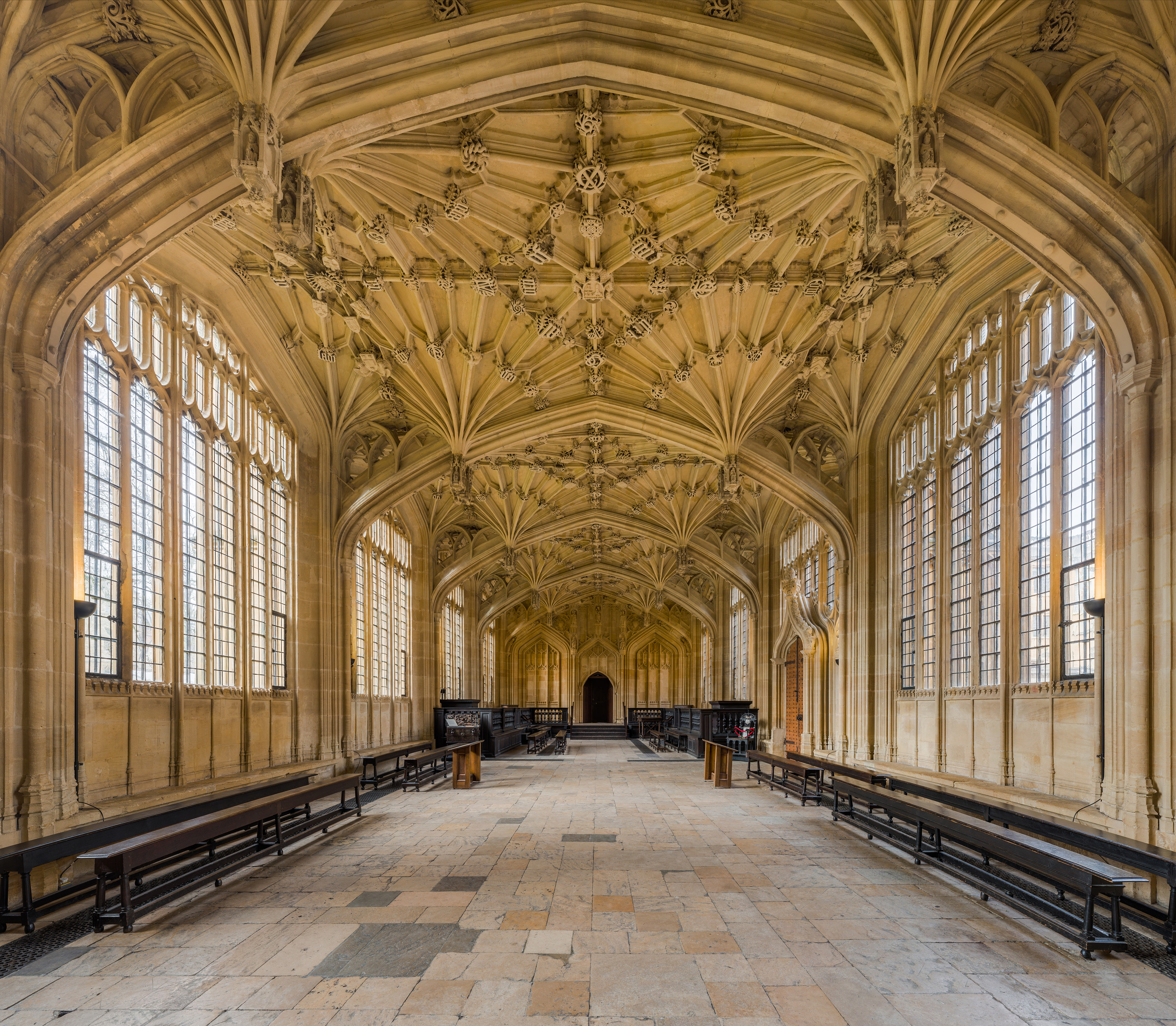
El interior de la Divinity School, mirando hacia el oeste hasta la puerta de la Convocation House.

La Divinity School  (lit., 'Escuela de la Divinidad') es un edificio medieval y habitación en estilo perpendicular en Oxford, Inglaterra, parte de la Universidad de Oxford. Construido entre 1427 y 1483, es el edificio universitario más antiguo sobreviviente construido para ese uso, específicamente para conferencias,  exámenes orales y discusiones sobre teología. Ya no se utiliza para este propósito, aunque Oxford sí ofrece grados en divinidad impartidos por su Facultad de Teología, que se encuentra en Theology Faculty Centre, 41 St Giles', Oxford.
El techo consiste en elaboradas bóvedas de ligadura con florones, diseñada por William Orchard  en la década de 1480.
El edificio  está unido físicamente a la biblioteca Bodleiana (con la Duke Humfrey's Library en la primera planta sobre la biblioteca Bodleian), y se encuentra frente al teatro Sheldonian donde los estudiaen 1634-1637).

## Galería de imágenes

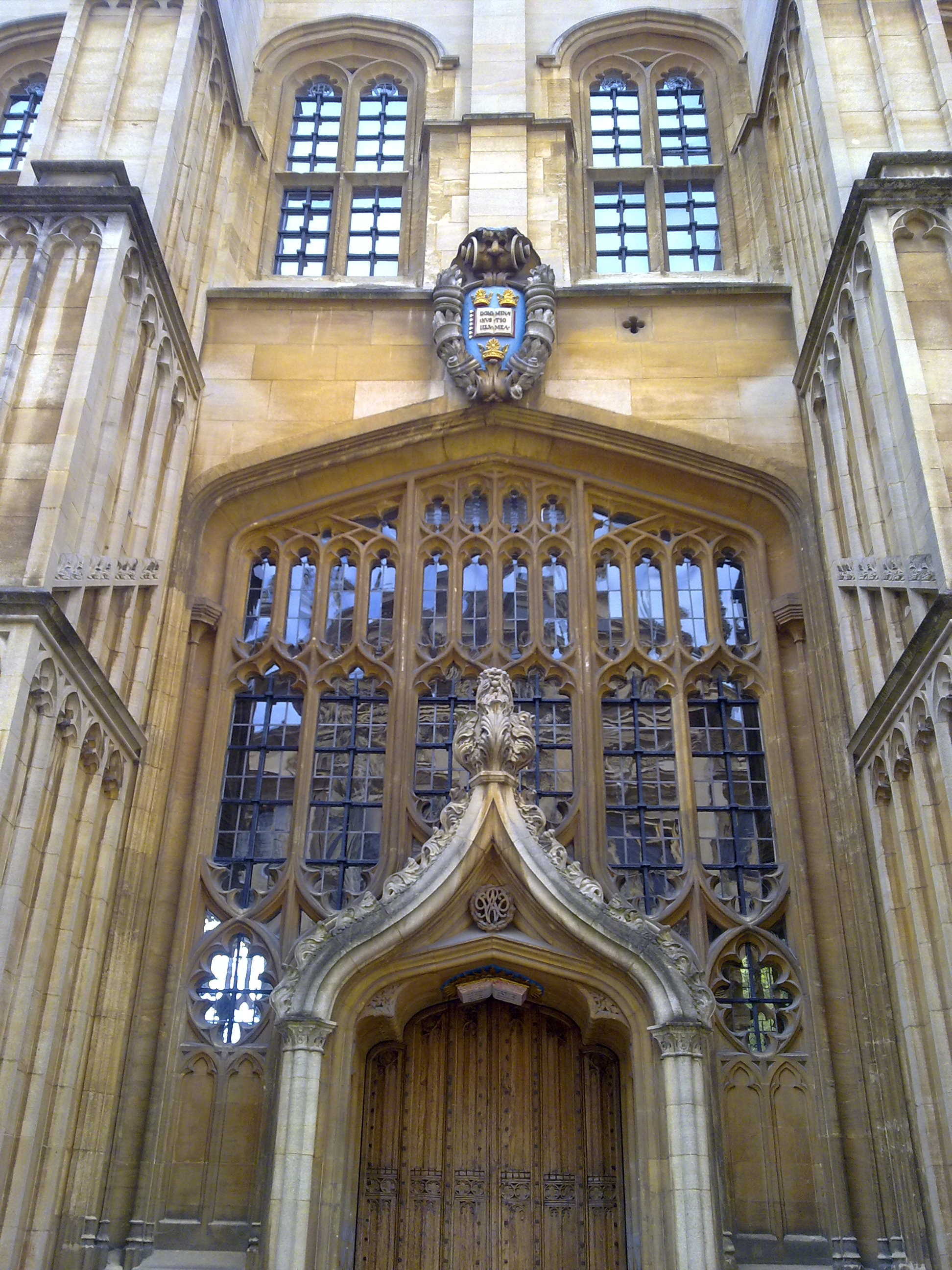
La puerta exterior, añadida por Christopher Wren en 1669 para el acceso al teatro Sheldonian, situado en el centro de la cara norte, coronada con el escudo de armas
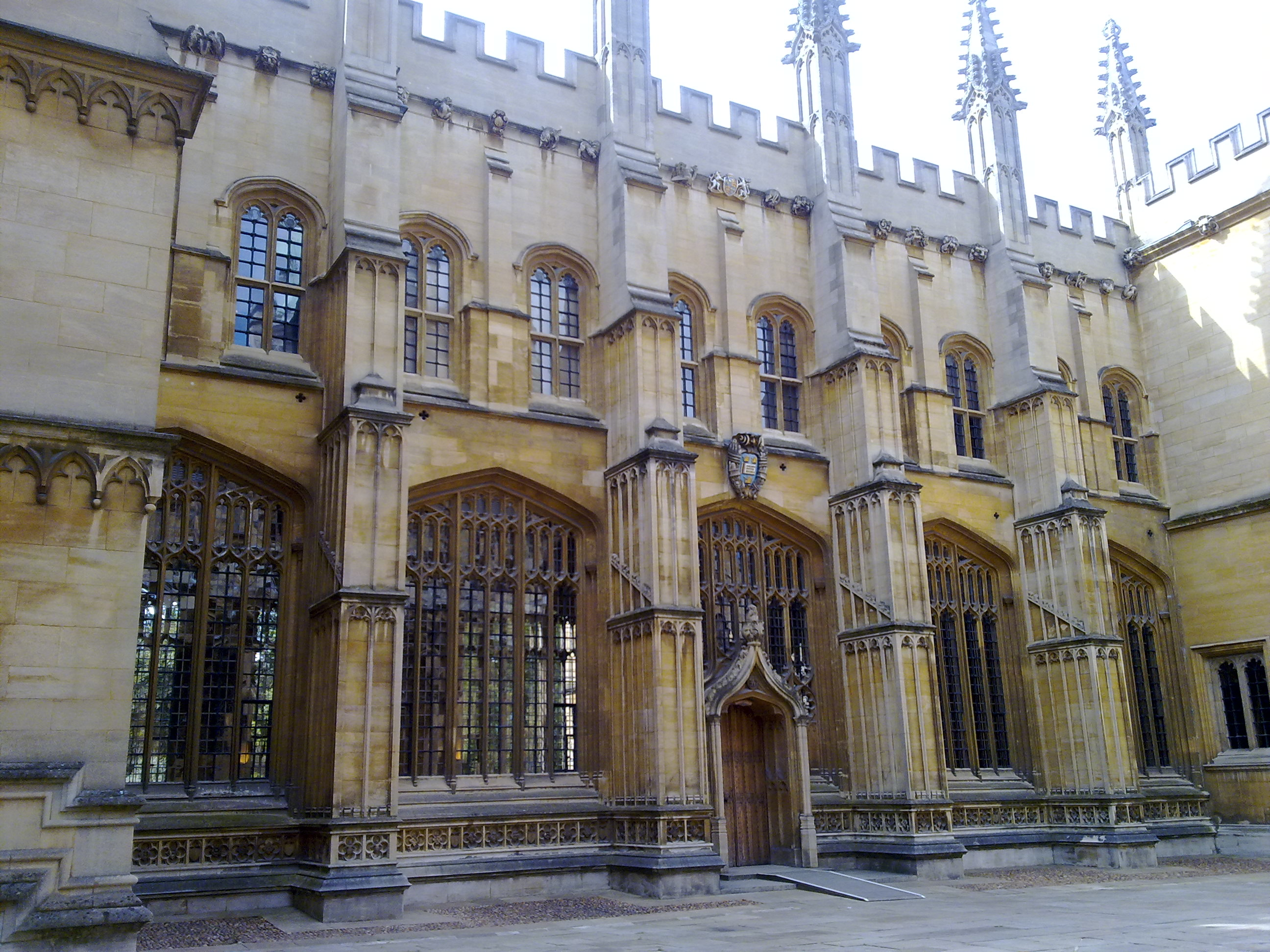
Vista de la cara norte frente al teatro Sheldonian.
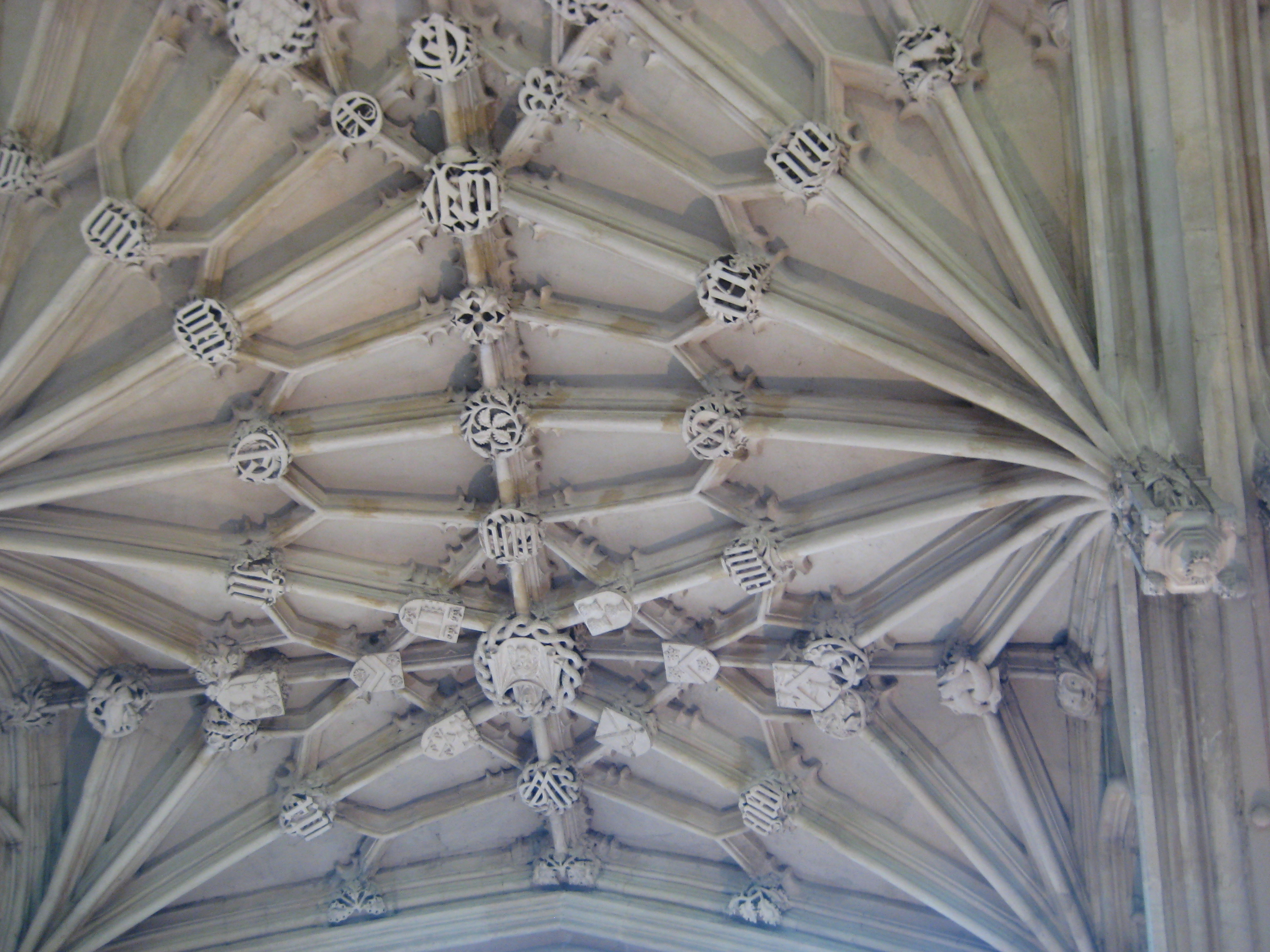
Techo de la Divinity School con bóvedas de lierne en estilo perpendicular.
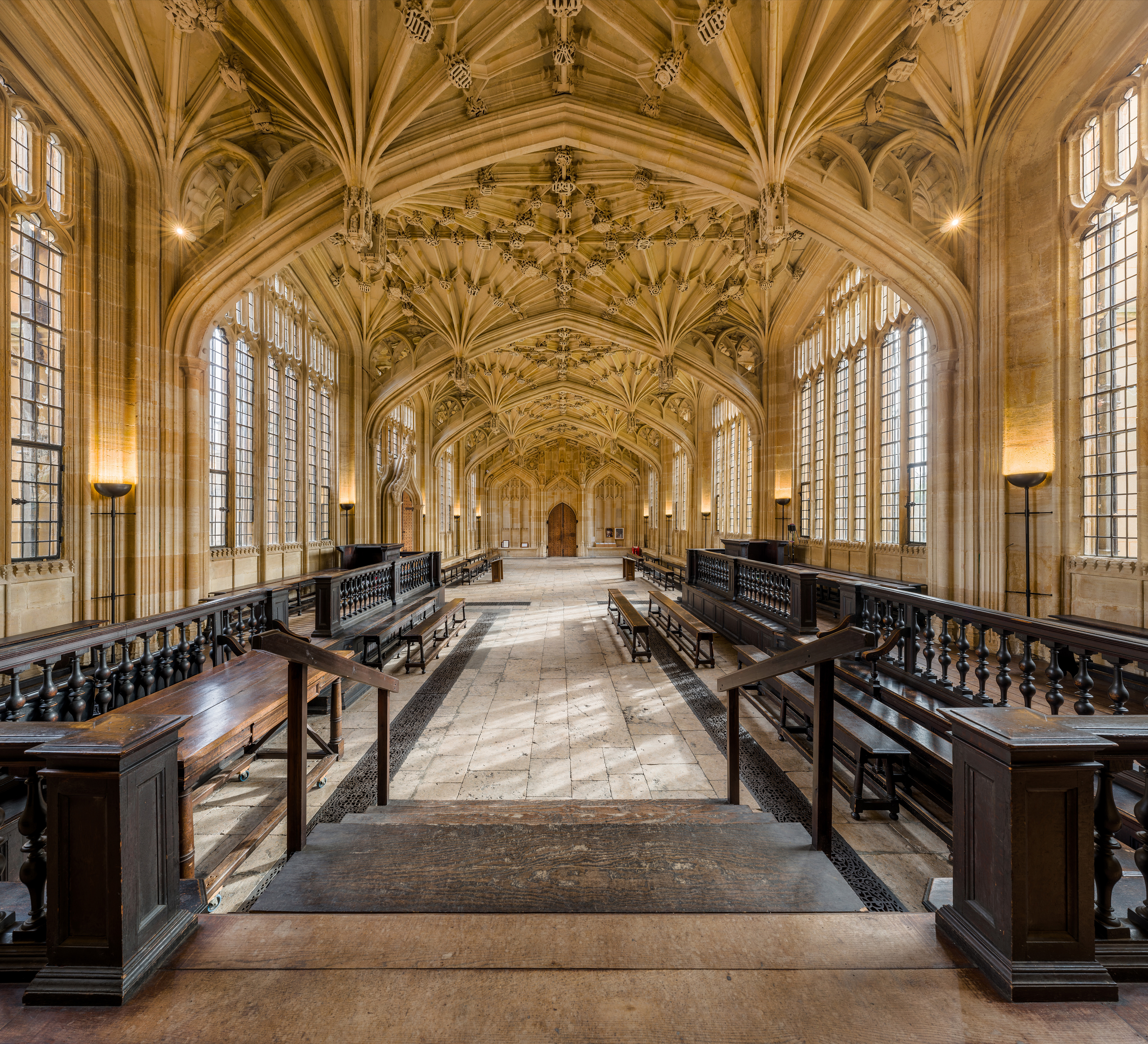
Vista hacia el este desde la puerta de la Convocation House hacia la entrada del patio.